# Temporada da NFL de 1967
A Temporada de 1967 da NFL foi a 48ª temporada regular da National Football League.    Neste ano, a 16º franquia foi adicionada, o New Orleans Saints.
Além disso, as duas conferências de 8 equipes foram divididas em duas divisões cada: A Eastern Conference, entre Capitol (Dallas, New Orleans, Philadelphia e Washington) e Century (Cleveland, New York, Pittsburgh e St.Louis). E a Western Conference, entre: Central (Chicago, Detroit, Green Bay e Minnesota) e Coastal (Atlanta, Baltimore, Los Angeles e San Francisco). Sendo que o vencedor de cada divisão avançava aos playoffs, dividido entre as finais de conferência e o championship game da NFL.  
O Dallas Cowboys, após vencer o Cleveland Browns na final da Eastern; e Green Bay Packers, derrotando o Los Angeles Rams na final da Western, classificaram-se ao championship game da NFL de 1967, também conhecido como Ice Bowl, dada as condições de extremo frio, aponta-se que na previsão para a hora da partida esperava-se uma temperatura de -15 graus Fahrenheit ou - 26º graus celsius.
A partida ocorreu em 31 de Dezembro de 1967 em Green Bay, Wisconsin, no Lambeau Field. Em condições extremas, a partida começou com temperatura de -26 graus Celsius, e sensação térmica de -44 graus Celsius e terminou com a vitória do Green Bay por 21 a 17, consagrando-se campeão da NFL. Na American Football League (AFL), o Oakland Raiders venceu o Houston Oilers, levando o título da AFL. Ambas as equipes se enfrentaram no Super Bowl II, na época Second AFL-NFL World Championship Game, em 14 de Janeiro de 1968 no Orange Bowl em Miami, na Flóridae terminou mais um título do Green Bay Packers por 33 a 14, encerrando sua saga de três títulos consecutivos no último ano de Vince Lombardi no comando.

## Draft
O Draft NFL/AFL para aquela temporada foi realizado no dia 14 de Março de 1967, no Gotham Hotel, em Nova Iorque. E com a primeira escolha, o Baltimore Colts, selecionou o defensive end, Bubba Smith da Universidade Estadual de Michigan.

## Classificação Final
Assim ficou a classificação final da National Football League em 1967:
P = Nº de Partidas, V = Vitórias, D = Derrotas, E = Empates, PCT = Porcentagem de vitória, DIV = Recorde de partidas da própria divisão, CONF = Recorde de partidas na própria conferência PF = Pontos a favor, PA = Pontos contra
      - marca os times que levaram o titulo de suas divisões. 
| Eastern Conference  |   |    |   |      |       |       |     |     |
| NFL Capitol         |   |    |   |      |       |       |     |     |
| Time                | V | D  | E | PCT  | DIV   | CONF  | PF  | PA  |
| Dallas Cowboys      | 9 | 5  | 0 | .643 | 4–2   | 8–2   | 342 | 268 |
| Philadelphia Eagles | 6 | 7  | 1 | .462 | 3–2–1 | 5–4–1 | 351 | 409 |
| Washington Redskins | 5 | 6  | 3 | .455 | 2–3–1 | 4–5–1 | 347 | 35  |
| New Orleans Saints  | 3 | 11 | 0 | .214 | 2–4   | 2–8   | 233 | 379 |
| NFL Century         |   |    |   |      |       |       |     |     |
| Time                | V | D  | E | PCT  | DIV   | CONF  | PF  | PA  |
| Cleveland Browns    | 9 | 5  | 0 | .643 | 5–1   | 7–3   | 334 | 297 |
| New York Giants     | 7 | 7  | 0 | .500 | 5–1   | 7–3   | 369 | 379 |
| St. Louis Cardinals | 6 | 7  | 1 | .462 | 1–4–1 | 4–5–1 | 333 | 356 |
| Pittsburgh Steelers | 4 | 9  | 1 | .308 | 0–5–1 | 1–8–1 | 281 | 320 |

| Western Conference  |    |    |   |      |       |       |     |     |
| NFL Coastal         |    |    |   |      |       |       |     |     |
| Time                | V  | D  | E | PCT  | DIV   | CONF  | PF  | PA  |
| Los Angeles Rams    | 11 | 1  | 2 | .917 | 4–1–1 | 8–1–1 | 398 | 196 |
| Baltimore Colts     | 11 | 1  | 2 | .917 | 4–1–1 | 7–1–2 | 394 | 198 |
| San Francisco 49ers | 7  | 7  | 0 | .500 | 3–3   | 4–6   | 273 | 337 |
| Atlanta Falcons     | 1  | 12 | 1 | .077 | 0–6   | 1–9   | 175 | 42  |
| NFL Central         |    |    |   |      |       |       |     |     |
| Time                | V  | D  | E | PCT  | DIV   | CONF  | PF  | PA  |
| Green Bay Packers   | 9  | 4  | 1 | .692 | 4–1–1 | 6–3–1 | 332 | 209 |
| Chicago Bears       | 7  | 6  | 1 | .538 | 3–2–1 | 5–4–1 | 239 | 218 |
| Detroit Lions       | 5  | 7  | 2 | .417 | 1–3–2 | 3–5–2 | 260 | 259 |
| Minnesota Vikings   | 3  | 8  | 3 | .273 | 1–3–2 | 1–6–3 | 233 | 294 |

## Pós-Temporada

### Playoffs
|  | Partidas de Final de Conferência          | Partidas de Final de Conferência |    |  | NFL Championship Game          | NFL Championship Game |  |
|  |                                           |                                  |    |  |                                |                       |  |
|  | 24 de Dezembro – Cotton Bowl              |                                  |    |  |                                |                       |  |
|  | Cleveland Browns                          | 14                               |    |  |                                |                       |  |
|  | Dallas Cowboys                            | 52                               |    |  |                                |                       |  |
|  |                                           |                                  |    |  |                                |                       |  |
|  |                                           |                                  |    |  | 31 de Dezembro – Lambeau Field |                       |  |
|  |                                           |                                  |    |  | Dallas Cowboys                 | 17                    |  |
|  |                                           | Green Bay Packers                | 21 |  |                                |                       |  |
|  |                                           |                                  |    |  |                                |                       |  |
|  |                                           |                                  |    |  |                                |                       |  |
|  |                                           |                                  |    |  |                                |                       |  |
|  | 23 de Dezembro – Milwaukee County Stadium |                                  |    |  |                                |                       |  |
|  | Los Angeles Rams                          | 7                                |    |  |                                |                       |  |
|  | Green Bay Packers                         | 28                               |    |  |                                |                       |  |

### AFL–NFL World Championship Game
O Segundo AFL-NFL World Championsip Game foi disputado entre Green Bay Packers e Oakland Raiders em 14 de Janeiro de 1968, no  Orange Bowl em Miami, na Flórida; e terminou com a vitória do Packers por 33 a 14.

## Líderes em estatísticas da Liga
| Estatística                                  | Nome            | Equipe              | Total |
| -------------------------------------------- | --------------- | ------------------- | ----- |
| Passando                                     |                 |                     |       |
| Jardas de Passe                              | Sonny Jurgensen | Washigton Redskins  | 3747  |
| Passes para TD                               | Sonny Jurgensen | Washigton Redskins  | 31    |
| % de Passes Completos                        | Johnny Unitas   | Baltimore Colts     | .585  |
| Correndo                                     |                 |                     |       |
| Jardas Corridas                              | Leroy Kelly     | Cleveland Browns    | 1205  |
| Corridas para TD                             | Leroy Kelly     | Cleveland Browns    | 11    |
| Recebendo                                    |                 |                     |       |
| Jardas Recebidas                             | Ben Hawkins     | Philadelphia Eagles | 1266  |
| Nº de Recepções                              | Charley Taylor  | Washigton Redskins  | 70    |
| Recepções para TD                            | Homer Jones     | New York Giants     | 13    |
| Defesa                                       |                 |                     |       |
| Interceptações                               | Lem Barney      | Detroit Lions       | 10    |
| Interceptações                               | Dave Whitsell   | New Orleans Saints  | 10    |
| Times Especiais                              |                 |                     |       |
| Média de Punt                                | Pat Studstill   | Detroit Lions       | 44.5  |
| Números coletados do Pro Football Reference. |                 |                     |       |

## Prêmios

### Jogador Mais Valioso
| Prêmio                       | Premiado      | Posição | Franquia        | Ref    |
| ---------------------------- | ------------- | ------- | --------------- | ------ |
| AP NFL Jogador Mais Valioso  | Johnny Unitas | QB      | Baltimore Colts | [ 12 ] |
| UPI NFL Jogador Mais Valioso | Johnny Unitas | QB      | Baltimore Colts | [ 13 ] |
| NEA NFL Jogador Mais Valioso | Johnny Unitas | QB      | Baltimore Colts | [ 14 ] |
| Jim Thorpe Trophy            | Johnny Unitas | QB      | Baltimore Colts | [ 15 ] |

### Treinador do Ano
| Prêmio                  | Premiado     | Franquia         | Ref    |
| ----------------------- | ------------ | ---------------- | ------ |
| AP NFL Treinador do Ano | George Allen | Los Angeles Rams | [ 16 ] |
| AP NFL Treinador do Ano | Don Shula    | Baltimore Colts  | [ 16 ] |

### Calouro do Ano
| Prêmio                | Tipo      | Premiado   | Posição | Franquia      | Ref    |
| --------------------- | --------- | ---------- | ------- | ------------- | ------ |
| AP NFL Calouro do Ano | Ofensivo  | Mel Farr   | RB      | Detroit Lions | [ 17 ] |
| AP NFL Calouro do Ano | Defensivo | Lem Barney | CB      | Detroit Lions | [ 17 ] |

## Troca de Treinadores
- Detroit Lions: Harry Gilmer foi substituído por Joe Schmidt.[18]
- Minnesota Vikings: Norm Van Brocklin foi substituído por Bud Grant.[19]
- New Orleans Saints: Tom Fears tornou-se o primeiro treinador principal da equipe.

## Estádios
- A recém formada franquia, New Orleans Saints começou a jogar no Tulane Stadium.[20]

## Biografia
- NFL Record and Fact Book (ISBN 1-932994-36-X)
- NFL History 1931–1940 (Last accessed December 4, 2005)
- Total Football: The Official Encyclopedia of the National Football League (ISBN 0-06-270174-6)